# Довкіллєзнавство

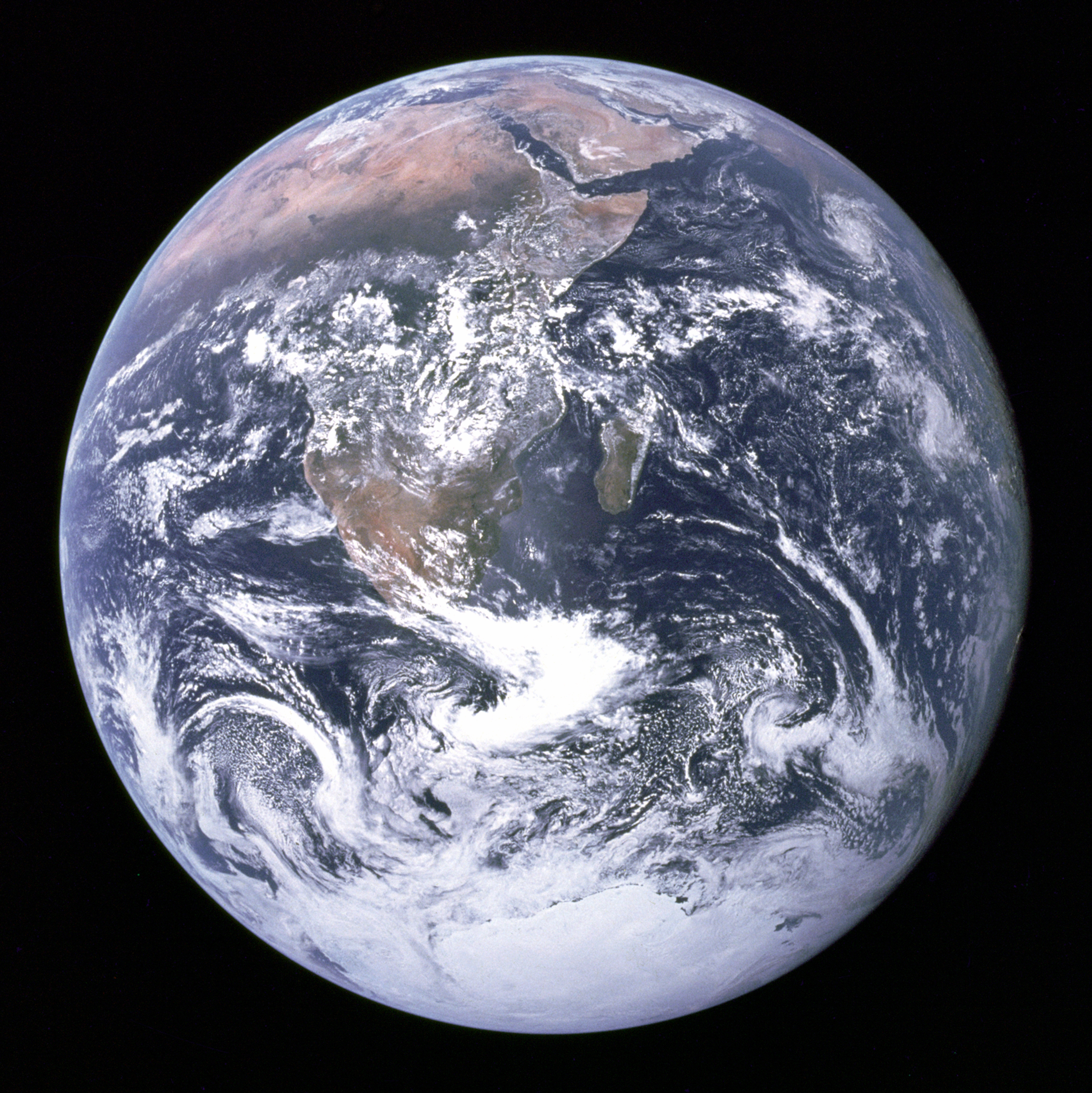
Вигляд Землі з космічного апарата «Аполлон-17»

Довкіллєзнавство (також середовищезнавство) — міждисциплінарна галузь знань, що поєднує фізичні, біологічні та інформаційні дисципліни (зокрема екологію, біологію, фізику, хімію, ботаніку, зоологію, мінералогію, океанографію, лімнологію, ґрунтознавство, геологію, фізичну географію (геодезію) та атмосферознавство) в єдину науку про навколишнє середовище та вирішення проблем довкілля. Довкіллєзнавство як наука виникло з природничої історії та медицини в епоху Просвітництва. Сьогодні воно забезпечує інтегрований, кількісний і міждисциплінарний підхід до вивчення систем навколишнього середовища.
Суміжними галузями знань є дослідження довкілля та екоінжиніринг. Дослідження довкілля головно охоплюють підхід соціальних наук до розуміння людського ставлення, сприймання та поводження з навколишнім середовищем. Екоінжирніринг фокусується на конструкції та технології поліпшення стану довкілля в усіх аспектах.
Довкіллєзнавці опрацьовують такі теми як розуміння процесів, що відбуваються з Землею, оцінювання альтернативних енергетичних систем, контроль забруднення довкілля та йому запобігання, природокористування та наслідки глобальних змін клімату. Екологічні проблеми майже завжди включають взаємодію фізичних, хімічних і біологічних процесів. Довкіллєзнавці здійснюють системний підхід до аналізу проблем довкілля. Ключовими елементами ефективної роботи довкіллєзнавця є здатність співвідносити явища в просторі та часі, а також вміння здійснювати кількісний аналіз.
Довкіллєзнавство постало як змістовна, активна галузь наукового дослідження в 1960-х та 1970-х під впливом 1) потреби в мультидисциплінарному підході для аналізу проблем довкілля, 2) появи важливих законів про довкілля, що потребували специфічних протоколів дослідження навколишнього середовища та 3) зростання громадської свідомості про потребу в діях, спрямованих на вирішення проблем довкілля. Становленню довкіллєзнавства посприяла публікація основоположної книги про довкілля «Мовчазна весна» авторства Рейчел Карсон, а також донесення до громадськості важливих проблем навколишнього середовища, як-от розлив нафти в Санта-Барбарі 1969-го року та «займання» річки Каягоґа в Клівленді (також 1969-го), що допомогло підвищити публічність екологічних проблем та утворити нову галузь досліджень.

## Термінологія
Див. також: Глосарій довкіллєзнавства
Зазвичай терміни довкіллєзнавство й екологія використовують як взаємозамінні, але, технічно, екологія вивчає організми та їхню взаємодію між собою та з навколишнім середовищем. Екологію можна розглядати як розділ довкіллєзнавства, яке, до прикладу, може вивчати проблеми хімічного походження або проблеми громадського здоров'я, що не потрапляє до спектру досліджень екологів. На практиці діяльність екологів і довкіллєзнавців значною мірою перетинаються.
Національний центр освітньої статистики США визначає навчальну програму з довкіллєзнавства таким чином:
Програма, що фокусується на застосуванні біологічних, хімічних і фізичних принципів у вивченні фізичного довкілля та вирішенні екологічних проблем, включаючи зменшення або контролювання забруднення та погіршення стану довкілля; на взаємодії між людським суспільством і природним середовищем; на використанні природних ресурсів. Передбачає вивчення біології, хімії, фізики, геонаук, кліматології, статистики та математичного моделювання.

## Складові

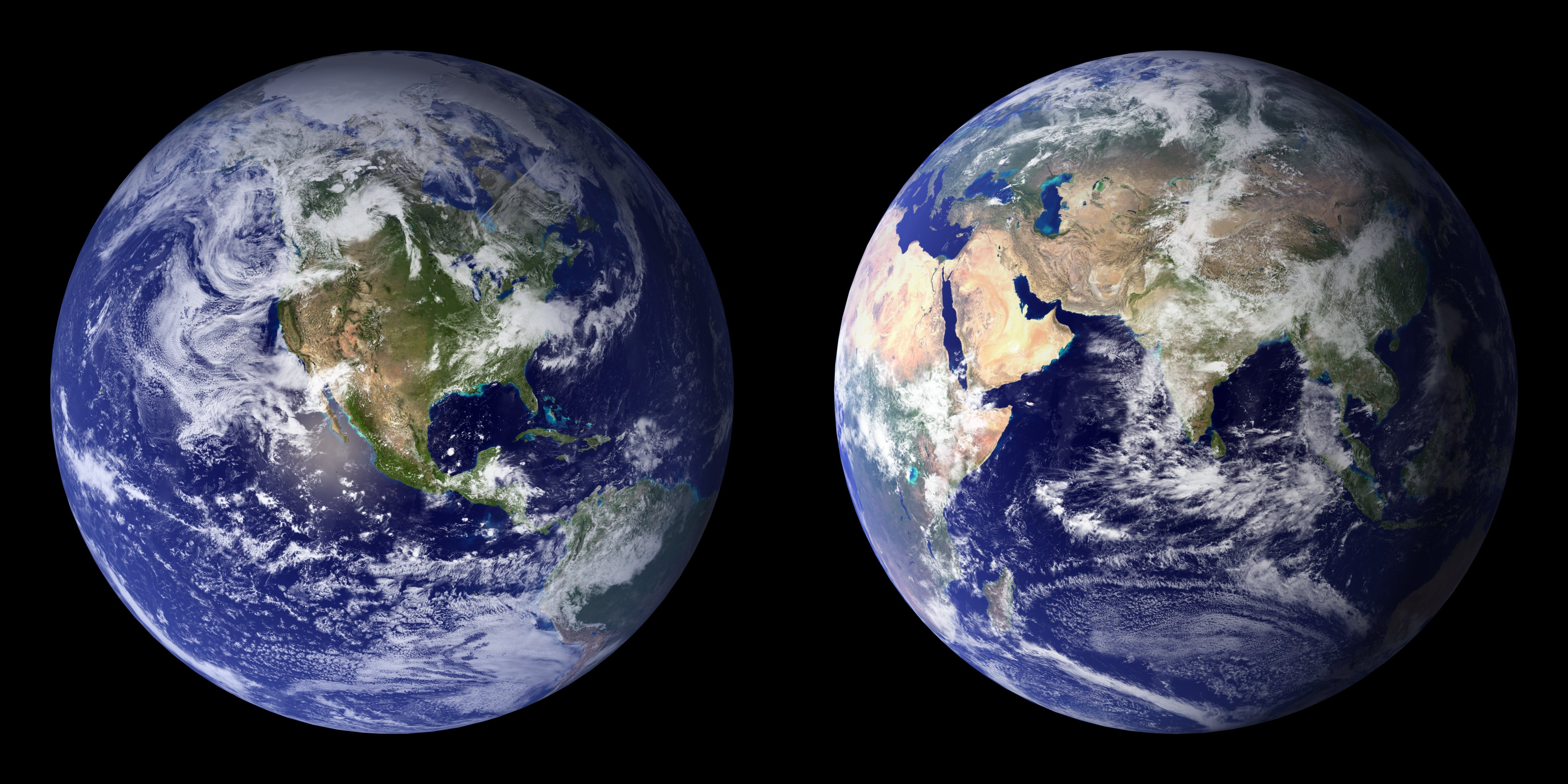
Зведені зображення Блакитної Марбл, створені НАСА у 2001 (ліворуч) та 2002 році (проворуч)

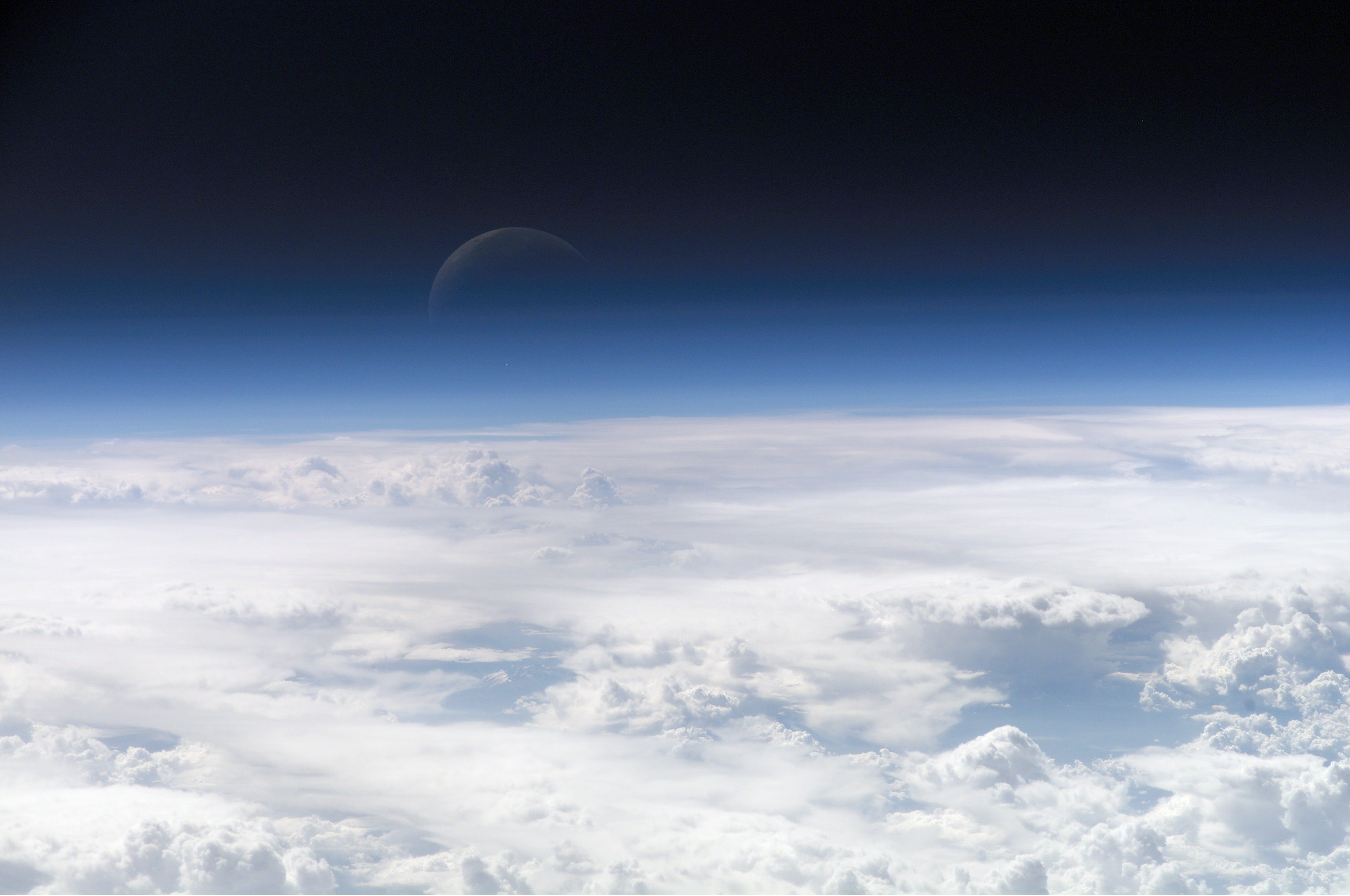
Атмосфера Землі

### Атмосферознавство
Докладніше: Атмосферознавство
Атмосферознавство фокусується на вивченні атмосфери Землі з акцентом на її взаємовідносини з іншими системами. Об'єктом вивчення атмосферознавства є метеорологія, феномени парникових газів, моделювання атмосферної дисперсії забруднювачів повітря, явища поширення звуку у взаємозв'язку з шумовим забрудненням і навіть світловим забруденням.
Беручи за приклад явища глобального потепління, фізики створюють комп'ютерні моделі атмосферного кругообігу та трансмісії інфрачервоного випромінювання, хіміки вивчають спектр хімічних речовин в атмосфері та їхні реакції, біологи аналізують ролі рослин і тварин на потоки вуглекислого газу, а метеорологи й океанографи розширюють розуміння атмосферної динаміки.

### Екологія

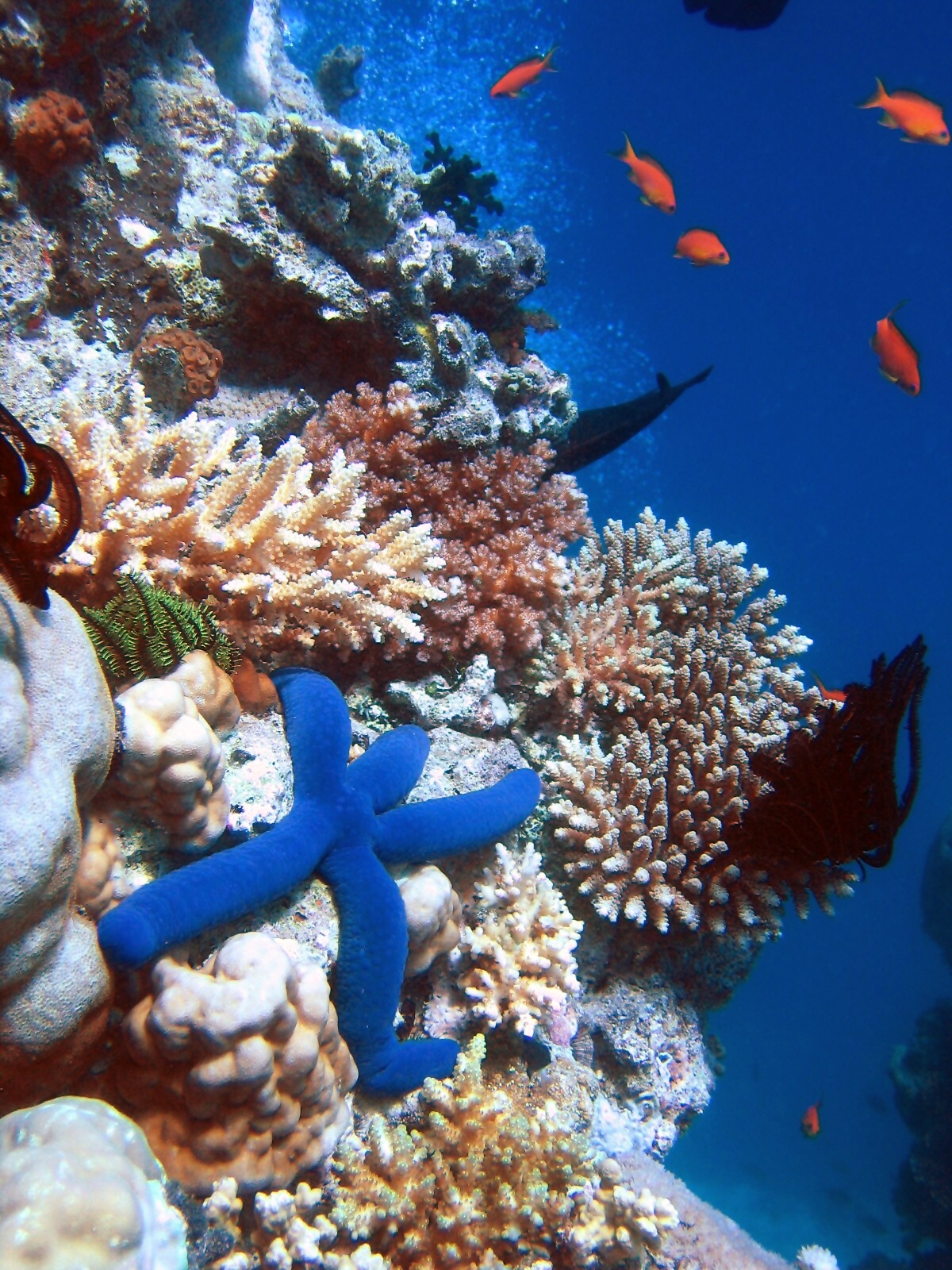
Біорізноманіття коралового рифу. Корали адаптуються та модифікують своє середовище, утворюючи скелети з карбонату кальцію. Це забезпечує необхідні умови життя для майбутніх поколінь та формує сприятливе середовище для багатьох інших видів.

Екологія є наукою про взаємодію між організмами та їхнім середовищем. Екологи вивчають взаємозв'язки між популяціями організмів і певними фізичними характеристиками їхнього середовища, як-от концентрацією певної хімічної речовини; окрім цього вони вивчають взаємодії між двома популяціями різних організмів через симбіотичні або конкурентні взаємовідносини.
Наприклад, міждисциплінарний аналіз екологічної системи, на яку впливає один або декілька стресових чинників, передбачає взаємодію декількох пов'язаних галузей довкіллєзнавства. В естуарійних умовах, де промислові підприємства можуть впливати на певні види організмів через забруднення води та повітря, біологи описують флору та фауну, хіміки аналізують транспорт водних забруднювачів до болота, фізики обраховують рівень забруднення повітря, а геологи аналізують болотяний ґрунт і затоковий мул.

### Хімія довкілля
Хімія довкілля є наукою про хімічні зміни в навколишньому середовищі. Основними об'єктами вивчення хімії довкілля є забруднення ґрунту та забруднення повітря. Хімія довкілля передбачає аналіз хімічної деградації навколишнього середовища, мультифазового транспорту хімічних сполук (наприклад, випаровування розчинниковмісного озера призводить до забруднення повітря даним розчинником) та аналіз впливу хімічних речовин на біоту.
Приклад дослідження: ситуація з витоком із цистерни з розчинником у ґрунтовому середовищі загроженого виду земноводних. Для оцінювання рівня забруднення ґрунту та підземного переміщення розчинника застосовують комп'ютерну модель. Хіміки характеризують молекулярні зв'язки розчинника та специфічного типу ґрунту, а біологи вивчають вплив на членистоногих і рослин ґрунту і зрештою — на організми, що проживають у ставку і є харчем для загрожених земноводних.

### Геонауки
До геонаук належать геологія довкілля, ґрунтознавство довкілля, вулканічні явища та еволюція земної кори. Деякі класифікації сюди ж приналежнюють гідрологію, зокрема океанографію.

Прикладом дослідження ерозії ґрунту може бути обчислення поверхневого водовіднення ґрунтознавцями. Річкові геотермологи допомагатимуть вивчати транспортування відкладів у надземних потоках. Фізики оцінюватимуть зміни світлопроникності приймача стічних вод. Біологи аналізуватимуть можливі наслідки впливу на водну флору та фауну через підвищення каламутності води.

## Регуляція проведення досліджень

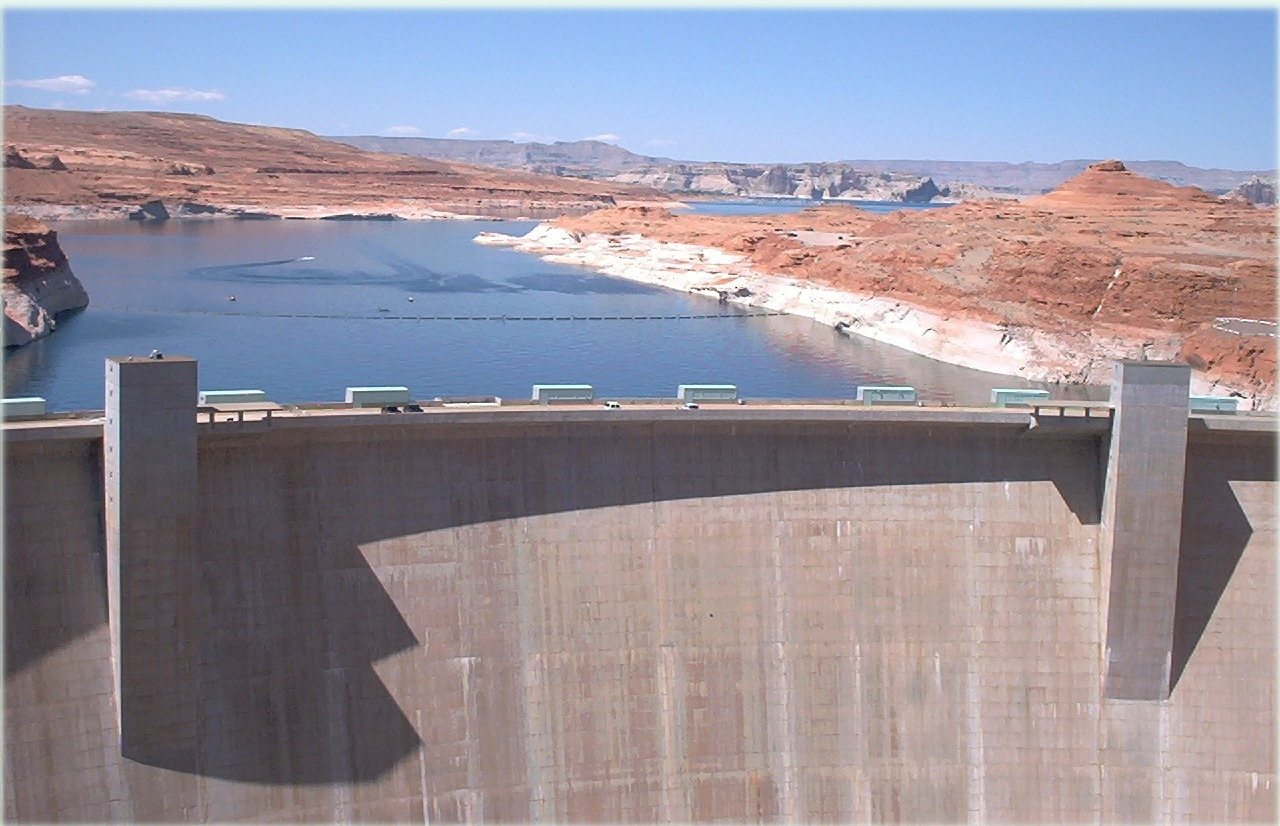
Довкіллєзнавство вивчає наслідки впливу людей на природу (Дамба Ґлен Каньйон у США)

У США Закон про національну політику у сфері довкілля (NEPA) 1969 року встановив чотири вимоги для аналізу великих проектів у вигляді специфічних екологічних критеріїв. Ці накази відобразились у численних законах штатів, що застосовували ці принципи у діяльності місцевого масштабу. Наслідком цього стало стрімке збільшення кількості документації та вивчення наслідків для довкілля ще до розвитку цих подій.
Специфіку довкіллєзнавства можна вивчити, читаючи зразки Декларацій впливу на довкілля, підготованих NEPA, як-от: Wastewater treatment expansion options discharging into the San Diego/Tijuana Estuary, Expansion of the San Francisco International Airport, Development of the Houston, Metro Transportation system, Expansion of the metropolitan Boston MBTA transit system та Construction of Interstate 66 through Arlington, Virginia.
В Англії та Валлії Агенція довкілля (АД), заснована 1996 року, є громадським органом із збереження та покращення стану довкілля, що забезпечує дотримання регуляцій, прописаних в окремих громадах та на вебсайтах місцевих адміністрацій. Агенцію було створено Законом про довкілля 1995 року як незалежний орган, що працює пліч-о-пліч із британським урядом з метою забезпечення дотримання регуляцій.